# Le fragole
Le fragole (Les Fraises) è un dipinto a olio su tela (23x39 cm) realizzato nel 1908 dal pittore francese Pierre-Auguste Renoir, oggi conservato nel Musée des Beaux-Arts di Bordeaux.

## Storia
Dopo essere stata dipinta nel 1908, Le fragole entrò nella collezione di Eugène Blot per poi venire venduta a Frédéric Lung nel 1933. Dal 1961 l'opera venne data come lascito di Lung ai musei nazionali. Dal 1961 fa parte del Musée des Beaux-Arts di Bordeaux. L'opera venne esposta al Museo centrale del Risorgimento al Vittoriano di Roma nel 1999 e al Museo nazionale d'arte Osaka nel 2000.

## Descrizione e stile
L'opera è una natura morta raffigurante alcune fragole dipinte con grande delicatezza e poste su un tessuto bianco che fa risaltare i loro colori giallo, rosso.
La firma dell'artista è collocata nell'angolo in basso a destra. Il tema della natura morta con le fragole non è nuova nel caso di Renoir: intorno al 1905, l'artista aveva infatti realizzato un dipinto omonimo, raffigurante anch'esso i suddetti frutti, oggi esposto all'Orangerie di Parigi.